# ルナナ
ルナナ (ゾンカ語: ལུང་ནག་ན་、英語：Lunana)はブータン、ガサ県ルナナ ゲオ（郡）の行政の中心となる村。人口、56人（ルナナ ゲオの2014年の人口は810人）。標高4,800メートルの高地にある。年間の降雪量は2 mで、冬の間は雪に閉ざされる。農業、ヤクの牧畜が主な産業。ティンプー（標高2,320メートル）からガサ（標高2,800メートル）まで車で4時間15分、そこからコイナ（標高3,100メートル）、カルチュン峠（標高5,240メートル）などをとおって徒歩で7日かかる。旅にはラバが必要。映画『ブータン　山の教室』の舞台になった。